# Diocèse de Macédoine
Le diocèse de Macédoine (en latin: Dioecesis Macedoniae; Grec: Διοίκησις Μακεδονίας) était un diocèse de l’Empire romain, faisant partie de la préfecture prétorienne d’Illyrie. Sa capitale était Thessalonique.

## Historique
Le diocèse a été créé sous Constantin Ier (306-337) aux dépens du diocèse de Mésie.

## Provinces
Il comprenait les provinces de Macédoine Prima, Macédoine Salutaris, Thessalie, Epirus vetus, Epirus nova, Achaea et de Crète.
- Macedonia, Macédoine (province romaine) (de -148/146 à 395),
  - Macedonia I et Macedonia II Salutaris (395-650c), dans l'Empire byzantin,
- Thessalia : Thessalie (de -146 à ?),
- Epirus vetus, Epirus nova : Épire romaine et byzantine (de -167 à 580/590),
- Achaea : Achaïe (province romaine) (de -146/27 à 600/650),
- Creta (Crète romaine) : Crète et Cyrénaïque (de -67 à +297), Crète byzantine (297-824/827).

## Préfecture
Avec la Dacie et, jusqu’en 379, la Pannonie, elle constituait la préfecture d’Illyrie. En 379, la Pannonie a été détachée et rattachée à la préfecture prétorienne d’Italie et Thessalonique est devenue la nouvelle capitale de la préfecture remplaçant ainsi Sirmium (actuelle Sremska Mitrovica, Serbie).